# Barrage de Güldürcek
Le barrage de Güldürcek est un barrage en Turquie. La rivière émissaire du barrage, Yazı Çayı ou Devrez Çayı passe à Orta et rejoint le fleuve Kızılırmak après un parcours de plus de 200 km.

## Sources
- (en) www.dsi.gov.tr/tricold/guldurce.htm Site de l'agence gouvernementale turque des travaux hydrauliques